# Skodsbøl
Skodsbøl is een plaats in de Deense regio Zuid-Denemarken, gemeente Sønderborg, en telt 237 inwoners (2008). Het dorp ligt aan de voormalige spoorlijn Vester Sottrup - Skelde. De lijn, aangelegd in de Duitse tijd, is al in 1932 gesloten, maar het voormalige stationsgebouw is nog steeds aanwezig.